# Teclast
Teclast (chiń. 台电, pełna nazwa 广州市台电信息科技有限公司) – chiński producent elektroniki użytkowej, będący częścią Shangke Group. Swoją działalność rozpoczął w 1999 roku, a jego siedziba mieści się w Kantonie (prowincja Guangdong).
Oferta Teclast obejmuje tablety, notebooki, ultrabooki i laptopy 2w1. Pod marką Teclast są sprzedawane również komputery stacjonarne (mini PC, komputery typu all-in-one, komputery gamingowe) oraz akcesoria mobilne i podzespoły komputerowe (kable, powerbanki, ładowarki, pamięci USB, dyski SSD, pamięci RAM). Producent jako jeden z pierwszych na świecie wprowadził na rynek tablety dual-boot działające pod kontrolą systemów Microsoft Windows i Android.
Tablet Teclast X80HD stał się bestsellerem w Chinach. Jednocześnie produkty Teclast spotkały się z zarzutami dotyczącymi jakości, związanymi z działaniem wyświetlacza oraz pracą na baterii.